# Фруктидор (1909)
| Фруктидор (Q58)            | Фруктидор (Q58)             | Фруктидор (Q58)             |
| -------------------------- | --------------------------- | --------------------------- |
| фр. Fructidor (Q58)        |                             |                             |
|                            |                             |                             |
|                            |                             |                             |
| Верф                       | фр. Arsenal de Cherbourg    | фр. Arsenal de Cherbourg    |
| Під прапором               | Третя французька республіка | Третя французька республіка |
| Спуск на воду              | 13 листопада 1909           | 13 листопада 1909           |
| Введений до складу флоту   | 29 червня 1910              | 29 червня 1910              |
| Виведений зі складу флоту  | 12 листопада 1919           | 12 листопада 1919           |
| Загибель                   | Утилізація судна (1921)     | Утилізація судна (1921)     |
| Проєкт                     |                             |                             |
| Тип ПЧ                     | «Плювіоз»                   | «Плювіоз»                   |
| Основні характеристики     |                             |                             |
| Швидкість (надводна)       | 12 вузлів                   | 12 вузлів                   |
| Швидкість (підводна)       | 9 вузлів                    | 9 вузлів                    |
| Екіпаж                     | 25                          | 25                          |
| Розміри                    |                             |                             |
| Довжина найбільша (по КВЛ) | 51,12 м                     | 51,12 м                     |
| Ширина корпусу найб.       | 4,955 м                     | 4,955 м                     |
| Середня осадка (по КВЛ)    | 3,045 м                     | 3,045 м                     |
| Гвинти                     | 2 лопатеві гвинти           | 2 лопатеві гвинти           |
| Озброєння                  |                             |                             |
| Торпедно- мінне озброєння  | 6 торпед                    | 6 торпед                    |

Фруктидор (Q58) (фр. Fructidor (Q58)) — французький підводний човен часів Першої світової війни, один з 18 побудованих суден типу «Плювіоз». Водотоннажність корабля становила 404 тонни в надводному становищі і 553 тонни під водою, яке основним озброєнням були 6 торпед калібру 450 мм, вистрілюваних із шести зовнішніх пускових установок. Судно, що приводиться в рух паровими двигунами, розвивало швидкість 12 вузлів на поверхні, досягаючи дальності 1500 м при швидкості 9 вузлів.
«Фруктидор» був спущений на воду 13 листопада 1909 року на верфі (фр. Arsenal de Cherbourg) в Шербурі-Октевілі і вступив в дію 29 червня 1910 року у складі Військово-морських сил Франції. Брав участь у військових діях, діючи у водах Ла-Маншу та Атлантичного океану. Судно було виключено зі списку флоту 12 листопада 1919 року та утилізовано у травні 1921 року.

## Проектування та будівництво
У «Законі про флот», прийнятому французьким парламентом 9 грудня 1900 року, передбачалося будівництво 26, а після внесення пізніших поправок — 44 підводних човнів. У 1901 році було замовлено 20 невеликих судів Наїаде (фр. Naïade), але це були кораблі малої бойової цінності. Наступний тип кораблів, побудованих у рамках програми — Сирена (фр. Sirène) — був розроблений інженером Максимом Лобефом, удосконаливши його перший успішний проект Нарвал (фр. Narval). Поява можливості встановлення дизельних двигунів на підводні човни спричинило розробку компанієй Лобефом проекту Айгретт (фр. Aigrette). Міністерство флоту підтримувало зусилля будівельників щодо включення якнайбільшої кількості морських та важкоозброєних судів до складу Marine nationale. В результаті було побудовано шість судів Емерауд (фр. Émeraude) (проект інж. Габріеля Могаса) та два судна (фр. Circé) (проект Лобефа).
Однак подальше розширення підводних сил було утруднено наявністю дизельних двигунів, які Франція була змушена замовляти у свого головного ворога на європейському континенті — Німеччині. Щоб стати незалежним від поставок німецьких силових установок, міністр флоту віддав Лобефу наказ проектувати кораблі, вдосконалені порівняно з типом Circé, але які рухаються на поверхні з допомогою перевірених і доступних парових машин. Це рішення розглядалося як тимчасове — судна мали бути переобладнані під дизельні двигуни, щойно французька промисловість надасть достатньо надійних дизельних двигунів. Підводні човни з паровим двигуном, крім таких переваг, як висока надводна швидкість і надійність, мали безліч недоліків: збільшена водотоннажність через вагу і розміри машинного відділення, набагато меншу дальність плавання і тривалий час занурення через необхідність зупинення механізмів і котлів. Однак було замовлено 18 кораблів нового типу, названих на честь прототипу типу Плювіоз (фр. Pluviôse), які складали найчисленнішу серію у французькому підводному флоті доти, доки між війнами не було збудовано 31 корабель Редутабль (фр. Redoutable).
«Фруктидор» був введений в експлуатацію 26 серпня 1905 року на Арсеналі в Шербурі, разом з вісьма спорідненими судами, побудованими на цій верфі (номер верфі Q24). Кіль корабля було закладено 1906 року. Торішнього серпня 1909 року лейтенант М.-Л. Сібеуд був знятий з крейсера «Віктор Гюго» і призначений керувати добудовою корабля. Судно було спущено на воду 13 листопада 1909 року. Назва корабля належала до 12-го місяця французького революційного календаря. Судно отримало тактичний номер Q58 та ідентифікаційний код FR.

## Тактико-технічні дані

### Основні характеристики
«Фруктидор» двокорпусний океанський підводний човен середніх розмірів. Його загальна довжина становила 51,12 м (50,75 м між перпендикулярами та 50,04 м за ватерлінією), ширина — 4,955 м, середня осадка — 3,045 м (3,153 м у кормі). Виготовлений із сталі з міцністю 50 кг/см², жорсткий корпус довжиною 43,781 метра та шириною 3,8 метра був сформований із смуг товщиною від 12 до 16 мм. Висота (від кіля до верхньої частини кіоска) становила 5,782 метри; вхідний кільовий люк знаходився на висоті 2,55 метра над ватерлінією. Площа поперечного перерізу ватерлінії за нормальної водотоннажності становила 453 м². Легкий корпус оточував жорсткий корпус по всій його довжині, за винятком міделя, де він не охоплював нижню частину з кілем. Між жорстким і легким корпусами розташовувалися баластні цистерни, по вісім із кожного боку. Резервуари заповнювалися через кінгстон, а випускні клапани діаметром 100 мм (по одному на резервуар) відповідали видалення повітря під час заповнення. Час заповнення всіх резервуарів становило 4 хвилини, і вони містили 149 тонн води (включаючи розширювальні баки). Танки осушувалися за допомогою двох електричних відцентрових насосів Maginot продуктивністю 150 м3/год; у носовому відсіку також знаходилися два балони зі стисненим повітрям ємністю 17 та 35 літрів [17]. Аварійний баласт, розміщений у кілі, мав масу чотири тонни [17]. Два баки прісної води ємністю 2200 літрів розташовувалися зовні твердого корпусу, а резервний циліндричний бак на 1280 літрів перебував у люку між машинами; три розширювальні баки мали ємність 3950 літрів, а запасний бак, встановлений на носі замість торпедного, вміщував 530 літрів.